# Agenția Națională de Consultanță Agricolă
Agenția Națională de Consultanță Agricolă (ANCA) este o instituție de specialitate a administrației publice centrale din România, cu personalitate juridică, în subordinea Ministerului Agriculturii, Pădurilor și Dezvoltării Rurale, finanțată de la bugetul de stat și din venituri proprii.
A fost înființată prin Hotărâre de Guvern în anul 1998.
ANCA are în subordine următoarele unități teritoriale:
- la nivel județean, Oficii Județene de Consultanță Agricolă - unități publice cu personalitate juridică, sub titulatura unitară Oficiul Județean de Consultanță Agricolă (O.J.C.A.), respectiv Oficiul Municipal de Consultanță Agricolă București (O.M.C.A. București);
- la nivel comunal Centre Locale de Consultanță Agricolă, unități fără personalitate juridică, în subordinea directă a O.J.C.A., sub titulatura unitară Centrul Local de Consultanță Agricolă (C.L.C.A.);
- Casele Agronomului, instituții publice cu personalitate juridică, finanțate integral din venituri proprii, înființate în baza Hotararii Guvernului 1901/2004.

Atribuții și responsabilitățile principale ale ANCA sunt:
- pregătirea pentru integrarea în Uniunea Europeană a populației rurale care desfășoară activități agricole, piscicole, silvice și de diversificare a activităților din mediul rural
- promovarea în rândul populației rurale a programelor de dezvoltare rurală
- acordarea de asistență și consultanță tehnică pentru accesarea rapidă a fondurilor structurale, a sistemului de susținere a producătorilor agricoli și a altor programe de finanțare
- pregătirea și perfecționarea profesională în domeniul agricol, silvic și piscicol a populației din mediul rural
- organizarea unui sistem informațional eficient prin activități de editare, multiplicare, difuzare a materialelor de specialitate, realizarea de filme, emisiuni radio-TV și a altor materiale audio-vizuale